# Муангсурин, Саенсак
Саенсак Муангсурин ((тайск. Saensak Muangsurin); 13 августа 1950, Пхетчабун, Таиланд — 16 апреля 2009) — тайский боксёр. Чемпион мира в 1-й полусредней весовой категории (WBC, 1975—1976, 1976—1978). Обладатель мирового рекорда по скорости завоевания титула чемпиона мира (за 3 боя).

## Биография
Родился 13 августа 1950 года в Пхетчабуне. Занимался тайским боксом.
После завершения карьеры страдал от различных болезней, вызванных ущербом, причинённым в боях. Умер 16 апреля 2009 года в возрасте 58 лет.

## Любительская карьера

### Игры Юго-Восточной Азии 1973
Выступал в полусредней весовой категории (до 67 кг). Завоевал золотую медаль.

## Профессиональная карьера
Дебютировал на профессиональном ринге 16 ноября 1974 года, одержав победу нокаутом в первом же раунде.
16 февраля 1975 года нокаутировал в 7-м раунде бывшего претендента на титул чемпиона мира в 1-м полусреднем весе японца Лиона Фуруяму.

### Чемпионский бой с Перико Фернандесом
15 июля 1975 года встретился с чемпионом мира в 1-м полусреднем весе по версии WBC испанцем Перико Фернандесом. Победил нокаутом в 8-м раунде. Установил мировой рекорд по скорости завоевания титула чемпиона мира — на это у Муангсурина ушло всего 3 боя.
25 января 1976 года победил по очкам Лиона Фуруяму и защитил титул.

### Первый бой с Мигелем Веласкесом
30 июня 1976 года встретился с испанцем Мигелем Веласкесом. Муангсурин был дисквалифицирован за удар после гонга.

### Второй бой с Мигелем Веласкесом
29 октября 1976 года состоялся второй бой. Таец одержал победу техническим нокаутом во 2-м раунде.

### Защиты титула (1977—1978)
15 января 1977 года нокаутировал в 15-м раунде американца Монро Брукса.
2 апреля 1977 года нокаутировал в 6-м раунде экс-чемпиона мира в лёгком весе японца Гутса Исиматсу.
17 июня 1977 года во второй раз встретился с Перико Фернандесом. Победил по очкам.
20 августа 1977 года нокаутировал в 6-м раунде американца Майка Эверетта.
23 октября 1977 года победил по очкам американца Сауля Мамби.
30 декабря 1977 года нокаутировал в 14-м раунде француза Жо Кимпуани.
8 апреля 1978 года нокаутировал в 13-м раунде венесуэльца Франсиско Морено.

### Поражение и потеря титула
30 декабря 1978 года проиграл техническим нокаутом в 13-м раунде южнокорейцу Ким Санхёну.
18 октября 1979 года встретился с американцем Томасом Хирнсом. Потерпел досрочное поражение в 3-м раунде.

## Титулы и достижения

### Любительские
- 1973  Победитель Игр Юго-Восточной Азии в полусреднем весе (до 67 кг).

### Профессиональные
- Чемпион мира в 1-м полусреднем весе по версии WBC (1975—1976, 1976—1978).